# 볼보 B8RLE
볼보 B8RLE는 볼보버스가 2013년부터 생산하고 있는 7.7리터급 저상버스용 섀시이다. 볼보 B8R의 저상버스 버전으로, B7RLE와 B9RLE의 후속 모델로 개발되었다.
유럽에서는 주로 8900LE의 섀시로 사용되고 있으며, 대한민국에서는 경기도의 광역버스 노선과 인천광역시, 부산광역시의 시티투어버스에 투입되는 2층 버스의 섀시로 사용되고 있다.

## 엔진
D8K: 7698cc, 6기통 터보디젤 (2013년-현재)
- D8K280 - 206kW (280마력), 최대토크 1050 Nm, 유로 6
- D8K320 - 235kW (320마력), 최대토크 1200 Nm, 유로 6
- D8K350 - 258kW (350마력), 최대토크 1400 Nm, 유로 6